# عوزي حيطمان

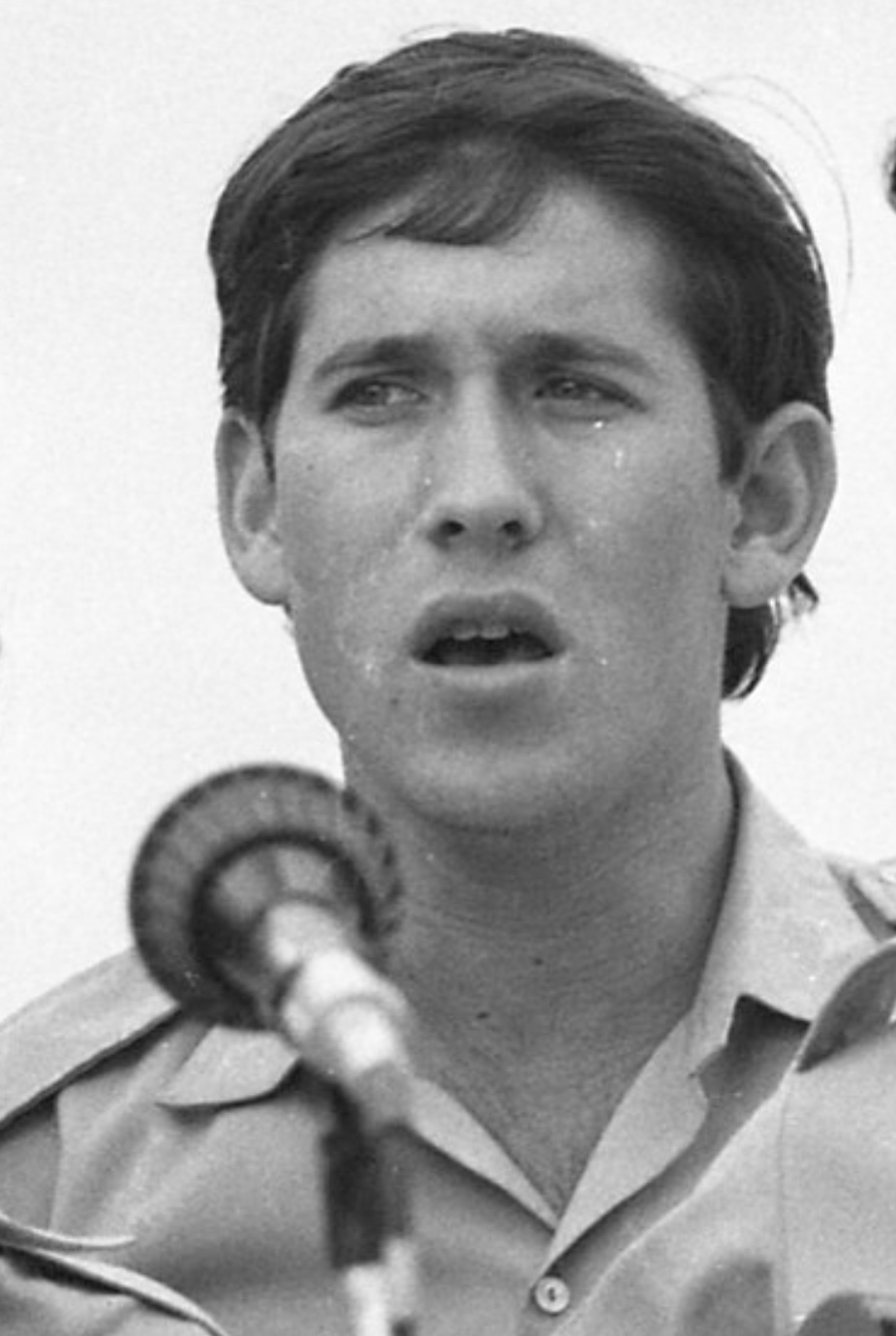
عوزي حيطمان

عوزي حيطمان (9 يونيو 1952 – 17 أكتوبر 2004) كان مغني وملحن وكاتب أغاني إسرائيلي. يُعد من أبرز المبدعين في أدب الإسرائيلي، حيث كتب أغاني متنوعة تشمل أغنية أطفال وموسيقى البوب. من أشهر أغانيه "وُلدت للسلام" التي كتبها عام 1977 بمناسبة ولادة ابنه الأكبر ومساعي السلام مع مصر.

## السيرة الذاتية
وُلد حيطمان في جفعات شموئيل لعائلة من ناجي الهولوكوست. نشأ في رمات غان في بيت ديني-تقليدي. تعلم العزف على الجيتار في سن الحادية عشرة. خدم في فرقة القيادة المركزية العسكرية، حيث بدأ بتأليف الأغاني. كتب أغانٍ لفنانين مثل زوهر أرجوف وحاييم موشيه، وقدم برامج télévisée للأطفال مثل "فراشة لطيفة".

## وفاته
توفي حيطمان في 17 أكتوبر 2004 من نوبة قلبية عن عمر 52 عامًا. تُخلّد ذكراه في شوارع وحدائق باسمه في مدن مثل رامات جان وبتاح تكفا.